# Feniton (stacja kolejowa)
Feniton – stacja kolejowa we wsi Feniton w hrabstwie Devon na linii kolejowej West of England Main Line. Zamknięta w 1967 r., otwarta ponownie w 1971. W przeszłości była stacją węzłową z odgałęzieniem do Exmouth i Budleigh Salterton. Stacja niewyposażona w sieć trakcyjną.

## Ruch pasażerski
Stacja obsługuje ok. 47 544 pasażerów rocznie (dane za rok 2021/2022). Posiada bezpośrednie połączenia z Londynem, Salisbury i Exeterem. Pociągi odjeżdżają ze stacji co godzinę w każdą stronę. 

## Obsługa pasażerów
Automaty biletowe, przystanek autobusowy.